# جيم غاردينر
جيم غاردينر (بالإنجليزية: Jim Gardiner)‏ هو مجدف أمريكي، ولد في 25 أكتوبر 1930 في ديترويت في الولايات المتحدة، وتوفي في 19 أبريل 2016.

## وصلات خارجية
- جيم غاردينر على موقع الاتحاد الدولي للتجديف (الإنجليزية)
- جيم غاردينر على موقع اللجنة الأولمبية الدولية (الإنجليزية)
- جيم غاردينر على موقع أوليمبيديا (الإنجليزية)